# أندريا بيتانيا
 أندريا بيتانيا (بالإيطالية: Andrea Petagna)، من (مواليد 30 يونيو 1995 في ترييستي - إيطاليا) لاعب كرة قدم إيطالي، يلعب حاليا لصالح نادي إيه سي ميلان الإيطالي منذ 2011 في مركز الهجوم.
يعتبر أندريا أحد خريجي أكاديمية إيه سي ميلان بريميفيرا ولعب في جميع المراحل السنية في النادي. و لعب أول مباراة رسمية له أمام نادي زينيت سان بطرسبورغ الروسي ضمن مباريات بطولة دوري أبطال أوروبا في 4 ديسمبر 2012، وقد خسروا اللقاء بهدف نظيف. وعلي المستوى الدولي، استطاع أنديا أن يمثل المنتخب الإيطالي لكرة القدم لفئات (تحت 16 - تحت 17 - تحت 18 - تحت 19).

## روابط خارجية
- أندريا بيتانيا على موقع الاتحاد الأوربي (الإنجليزية)
- أندريا بيتانيا على موقع قاعدة بيانات كرة القدم.إي يو (الإنجليزية)
- أندريا بيتانيا على موقع ليكيب (الفرنسية)
- أندريا بيتانيا على موقع ناشيونال فوتبول تيمز (الإنجليزية)
- أندريا بيتانيا على موقع Soccerbase.com (لاعب) (الإنجليزية)
- أندريا بيتانيا على موقع Soccerway.com (الإنجليزية)
- أندريا بيتانيا على موقع عالم كرة القدم.نت (الإنجليزية)
- أندريا بيتانيا على موقع AS.com (الإسبانية)